# Atlant-Hungary Airlines
Az Atlant‑Hungary Airlines (ICAO-kód: ATU) magyar légitársaság volt , amely az 1990-es évek elejétől a 2010-es évekig működött. Teherszállítással és időszakos charterjáratok üzemeltetésével foglalkozott. A légitársaság bázisrepülőtere a Budapest Ferihegy Nemzetközi Repülőtér volt.

## Története
A légitársaság elődjét Atlant-Aerobatics néven 1992-ben alapították, amely főleg kisgépes pilótaképzéssel, műrepülő oktatással  foglalkozott, ehhez Jak–18T repülőgéppel rendelkezett. A céget 2000-ben nevezték át Atlant-Hungary Airlines névre, és ebben az évben indította el charter szolgáltatását az oroszországi Samara Airlinestől bérelt Tu–154M repülőgépekkel.
A légitársaság vezérigazgatója és többségi tulajdonosa (43%-kos részesedéssel) Gados György volt.  A légitársaságban 8%-os tulajdonrésszel rendelkezett Farkas Bertalan, aki egyúttal a felügyelőbizottság elnöke is volt.
A cég 2001-től megszüntette a charterjáratokat, ettől az időszaktól csak teherszállítással foglalkozott. A légitársaság a fennállása alatt több Il–76-os teherszállító repülőgépet is üzemeltetett.
2005-ben a légitársaság Il–76-os repülőgépe Bahreinben leszállás vagy gurulás közben valószínűleg madárral ütközött, az egyik hajtómű emiatt megsérült.
Később a teherszállítás is csökkent, a légitársaság 2007-ben beszüntette tevékenységét, majd a 2010-es évek második felében a céget is felszámolták.

## Flotta
A társaság által üzemeltetett repülőgépek a következők voltak:
- Tu–154M (HA-LGA[8], HA-LGD)
- Il–76TD (HA-TCG[9], HA-TCH[10], HA-TCK[11])
- An–32B (HA-TCL)[12] – A gépet 1999-2000-ben üzemeltette az Atlant-Hungary Airlines. Később Moldovába került, majd eladták a szudáni Kata Air Transport légitársaságnak, ahol ST-AZL lajstromjellel repült. A gép 2008-ban Chișinău közelében katasztrófát szenvedett és megsemmisült.[13]
- Jak–18T (HA-JAJ)